# Fegen (See)
Der Fegen ist ein See in Schweden. Er liegt in den historischen Provinzen Halland, Småland und Västergötland, deren Grenzen sich etwa in der Seemitte treffen. Der See hat eine Fläche von fast 24 Quadratkilometern und eine maximale Tiefe von 38 Metern.

## Lage
Der See befindet sich in den Gemeinden Falkenberg, Gislaved und Svenljunga. Er liegt etwa 40 Kilometer östlich von Varberg, der Ort Fegen befindet sich an seinem südlichen Ufer, der kleine Ort Sandvik mit seiner historischen Kirche direkt am See, an seinem nordöstlichen. Der See befindet sich in einer, für das schwedische Hochland typischen Talsenken, in einem Gebiet mit hohem Niederschlag. Die umliegenden Fichtenwälder sind zum größten Teil versumpft. Durch den hohen Torfanteil im Boden ist das Wasser des Sees meist dunkel eingefärbt. Der See ist durch eine etwa 300 Meter lange und etwa 40 Meter breite kanalartige Verbindung mit dem Svansjön verbunden. Der Fegen entwässert im Norden über die Flüsse Spångån und den Kättarpsån in den See Kalvsjön und im weiteren Verlauf erreicht das Wasser über den Lillån und den Ätran bei Falkenberg das Kattegat.

## Naturreservat
Große Teile des Sees sind als Naturschutzgebiet (seit 8. März 2010 als Naturreservat) eingestuft. Das Naturreservat Fegen hat eine Fläche von 9,7 Quadratkilometern und wird seit 1980 geschützt, es ist Teil des Schutzgebietsnetzwerks Natura 2000. Das Betreten des Naturreservats ist vom 1. April bis zum 31. Juli verboten. In dieser Zeit ist das Befahren der entsprechenden Teile des Sees mit Motorbooten nur mit einer Geschwindigkeit von maximal 5 Knoten erlaubt. Entsprechende Hinweistafeln sind auf Inseln und auf Bojen im See angebracht.

## Fauna
Im Fegengebiet kommen etwa 90 Vogelarten vor, unter anderem der Prachttaucher, der Rotschenkel, die Mantelmöwe, die Kanadagans und der Fischadler. Im See kommt die, nur noch in vier Seen lebende frühjahrslaichende kleine Tiefenmaräne (Kleine Maräne) vor.

## Nutzung
Der See kann mit Booten, auch Motorbooten befahren werden, wobei die Geschwindigkeitsbeschränkungen im Naturreservat zu beachten sind. Es gibt an den Ufern und auf einigen Inseln vorbereitete einfache Lagerplätze für Paddler, mit Toilette, Mülleimer und Holzvorräten, die gegen eine geringe Gebühr benutzt werden können.

## Galerie

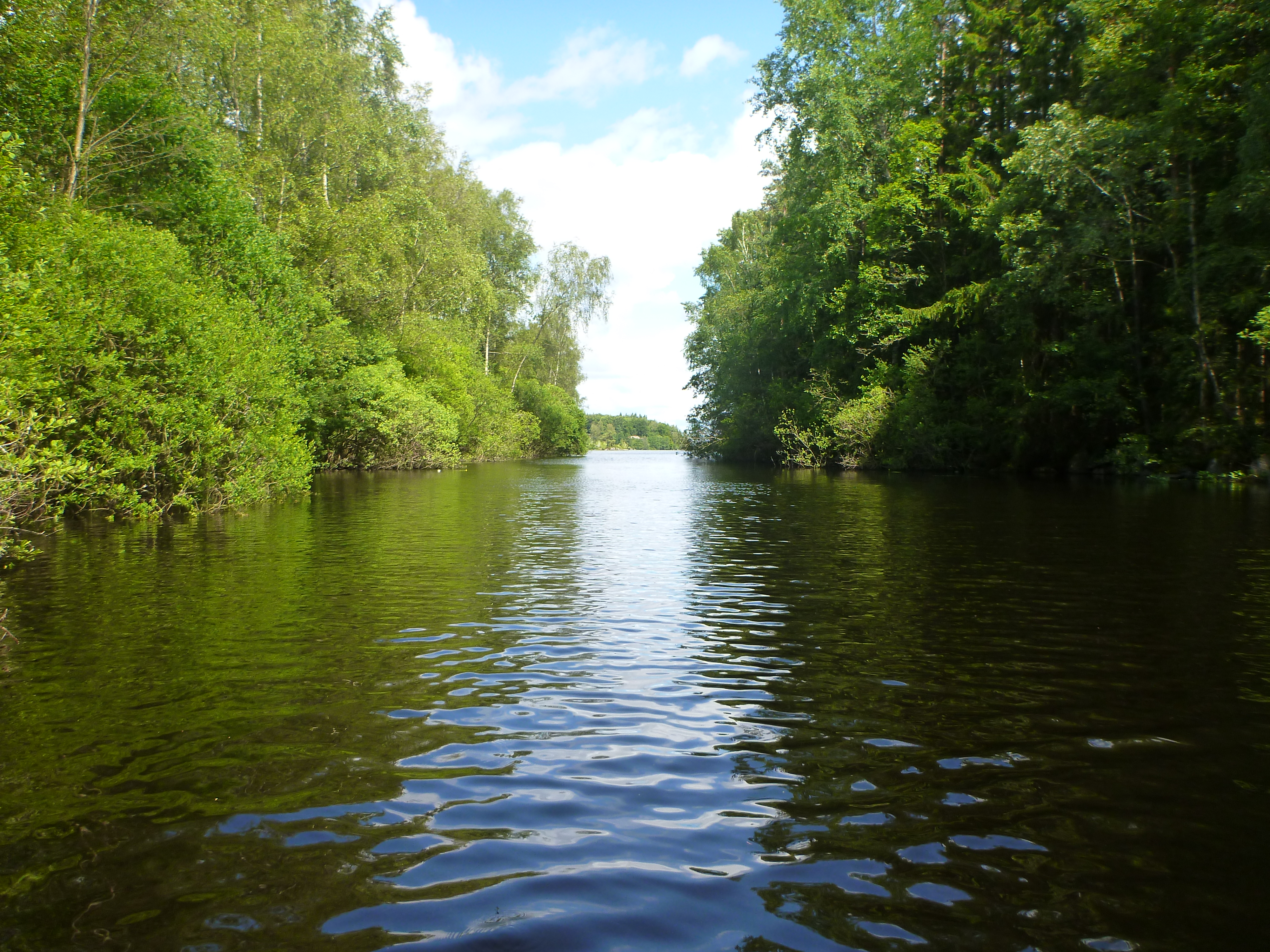
Verbindung zwischen Fegen und Svansjön
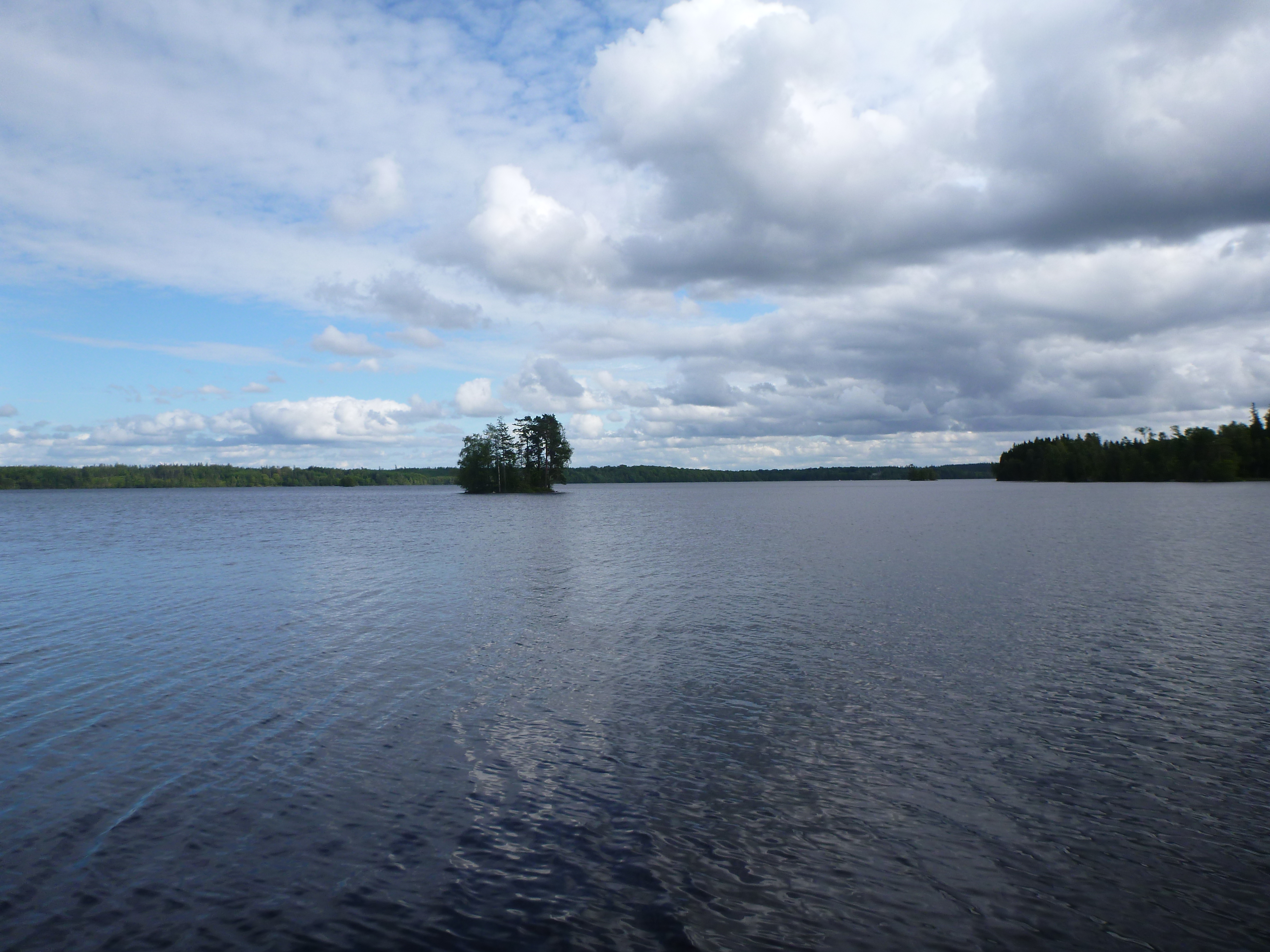
Nördlicher Teile des Fegen an der Backa Lodge
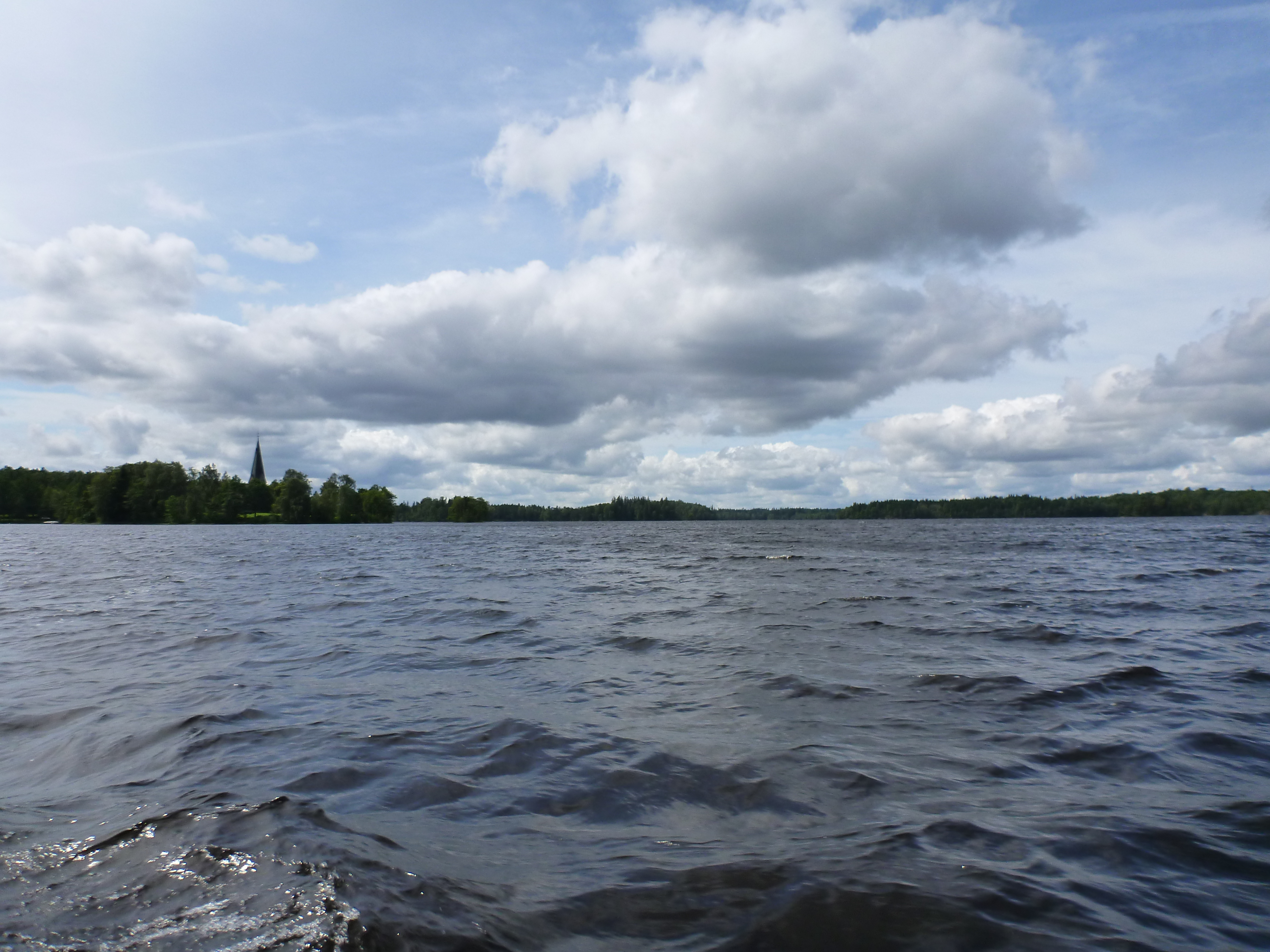
Die Kirche von Sandvik am Ufer des Fegen